# Momeik

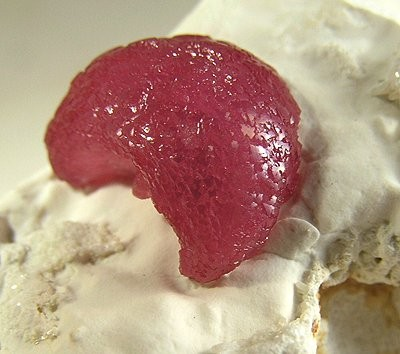
Elbaïte extraite à Momeik.

Momeik, ou Mong Mit en shan, est une ville de Birmanie située dans le nord de l'État Shan, au bord de la Shweli (un affluent de l'Irrawaddy). Elle est célèbre pour ses pierres précieuses et semi-précieuses.

## Transport et géographie
Momeik est située sur la route Mandalay-Myitkyina, entre Mogok au Sud et Mabein au nord. Elle est aussi reliée par la route à Kyaukme, sur la ligne de chemin de fer Mandalay-Lashio,. Vers l'ouest, une route récente d'une centaine de kilomètres mène à Thabeikkyin, sur les bords de l'Irrawaddy,. La ville possède un aéroport pour les vols intérieurs.
Bien que Mogok, 45 km plus au sud, soit située à 1 700 m, Momeik n'est qu'à 1 200 m. La ville est principalement de population shan et palaung. La religion dominante est le bouddhisme.

## Histoire
Momeik fut fondé en 1238. Elle faisait partie de la principauté shan de Hsenwi. Treize villages de la ceinture de gemmes de Mogok furent donnés à Momeik en 1420 comme récompense pour avoir aidé les armées du Yunnan dans un raid contre Chiang Mai. En 1465, Nang Han Lung, belle-fille du Saopha de Momeik, envoya un tribut de rubis distinct de celui de Hsenwi et réussit à maintenir son indépendance jusqu'en 1484, où Mogok dut être cédée aux rois de Birmanie,. Il fallut cependant attendre 1597 pour que le Saopha soit obligé d'échanger Mogok et Kyatpyin contre Tagaung, et pour que ces localités soient formellement annexées par un édit royal,.

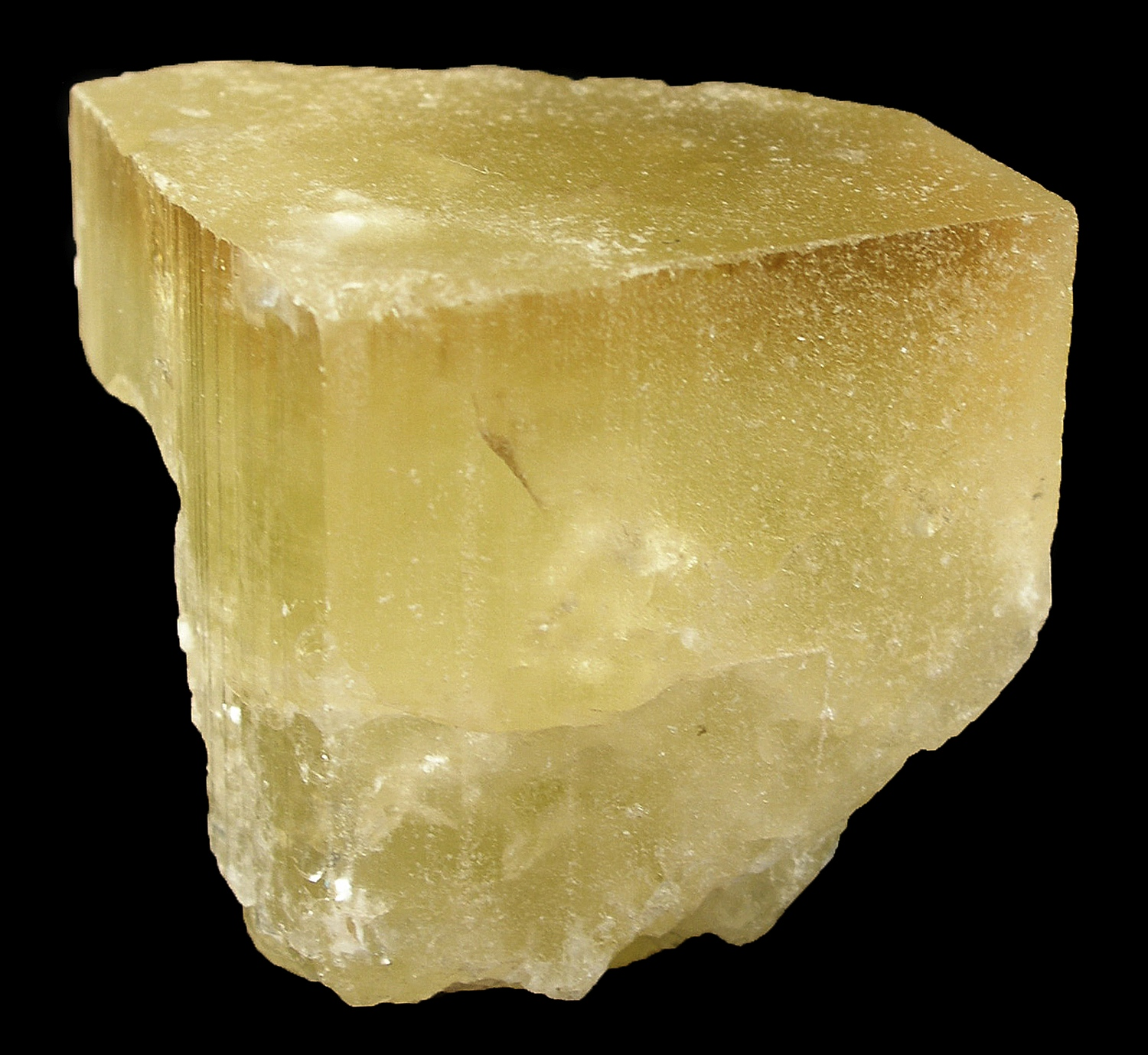
Danburite extraite à Momeik

Au début de 1542, le prince shan Thohanbwa († 1543), qui régnait sur Ava depuis 1527, rallia les saophas de Mohnyin, Hsipaw, Momeik, Mogaung, Bhamo et Yawnghwe pour venir au secours de Prome contre les birmans de la nouvelle dynastie Taungû : il fut vaincu par le frère du roi, Bayinnaung. En 1544, son successeur Hkonmaing (1543-6), qui était aussi saopha de Hsipaw, tenta de reprendre Prome avec les saophas de Mohnyin, Momeik, Monè, Hsenwi, Bhamo et Yawnghwe, mais il fut vaincu à son tour par le roi Tabinshwehti († 1550).
Devenu roi, Bayinnaung reprit Ava aux shans en 1555, puis en trois campagnes, entre 1556 et 1559, il soumit les principautés shans de Mohnyin, Mogaung, Momeik, Mong Pai (Mobyè), Saga, Lawksawk (Yatsauk), Yawnghwe, Hsipaw et Bhamo.
Une cloche donnée par Bayinnaung à la pagode Shwezigon de Bagan porte des inscriptions en alphabet birman, en pâli et en môn relatant la conquête de Momeik et de Hsipaw le 25 janvier 1557, et la construction d'une pagode à Momeik le 8 février 1557.

### Domination britannique
Le Saopha de Momeik mourut en 1885, au moment de la Troisième Guerre anglo-birmane et de l'annexion de la Birmanie. Son héritier était mineur et l'administration de la principauté était fragile. Elle fut incluse dans la juridiction du Commissaire à la Division Nord, au lieu de celle du Surintendant des États Shans du Nord. Un prétendant du nom de Hkam Leng se présenta, mais les ministres le rejetèrent. Saw Yan Naing, un prince de la dynastie Konbaung qui s'était soulevé contre les britanniques, se réfugia dans la région, où il s'allia avec Hkam Leng, suscitant de nombreux problèmes en 1888-1889 au Hampshire Regiment stationné à Momeik.
Sao Hkun Hkio, saopha de Momeik, fut un des sept saophas du Comité exécutif du conseil de l'État Shan formé après la première Conférence de Panglong en mars 1946. Le 16 janvier 1947, pendant qu'une délégation de la Ligue anti-fasciste pour la liberté du peuple (AFPFL) conduite par Aung San se trouvait à Londres, ils envoyèrent deux mémorandums au gouvernement britannique de Clement Attlee, demandant à être traités politiquement sur le même pied que la Birmanie proprement dite, ainsi qu'une pleine autonomie pour la Fédération des États Shan. Sao Hkun Hkio ne fit pas partie des six saophas qui signèrent l'accord de Panglong le 12 février 1947. Malgré cela, éduqué à l'Université de Cambridge, il occupa le poste de ministre des affaires étrangères du nouvel état presque sans interruption entre 1948 et le coup d'État militaire du général Ne Win en 1962 (sauf durant le gouvernement provisoire de Ne Win entre octobre 1958 et avril 1960),.

### Depuis l'indépendance
La vallée de la Shweli et les collines autour de Momeik et Mogok sont des places fortes du Parti communiste de Birmanie (PCB) depuis le début des années 1950, mais l'armée populaire du PCB ne put pas s'en emparer avant 1968, ne prenant brièvement le contrôle de Momeik qu'en 1977.
Leur projet d'attaquer les plaines au nord de Mandalay fut mis à mal par des affrontements avec l'Armée de l'État Shan et l'Armée de libération de l'État Palaung, ainsi que par des offensives des forces gouvernementales (Tatmadaw).
La troisième brigade de l'Armée de l'État Shan Nord était active à Momeik, Kyaukme, Hsipaw, Namtu et Lashio. Elle conclut en 1989 un cessez-le-feu avec le Conseil d'État pour la restauration de la Loi et de l'Ordre (SLORC), et ses activités ont sérieusement diminué depuis,. En 2005, une tentative de l'Armée de l'État Shan Sud, basée près de la frontière thaïlandaise, pour occuper l'espace laissé vacant par le cessez-le-feu fut repoussée par l'armée birmane.

## Économie

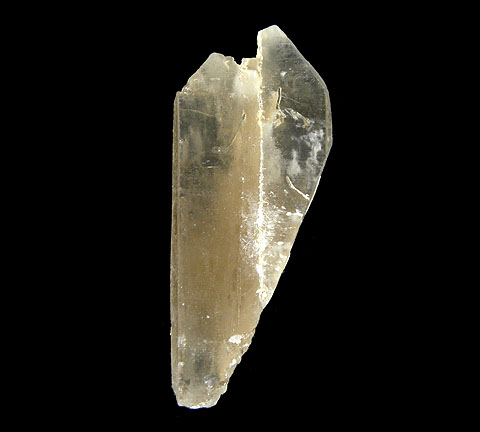
Pétalite extraite à Momeik

### Minéraux
Momeik est célèbre pour ses pierres précieuses ou semi-précieuses particulières. On y trouve de l'elbaïte (une variété de tourmaline comprenant la tourmaline "en champignon") et de la pétalite (en birman salinwa),,,.
Les diamants de la région de Momeik trouveraient leur origine dans des zones actuellement au nord-ouest de l'Australie, mais ils sont distincts de ceux de l'Est du continent. On trouve également de l'or, exploité par les sociétés Asia World et Shweli Yadana.

### Agriculture
Les mines de rubis de Mogok sont dépendantes du riz de Momeik. On y cultive la variété de riz hybride à haut rendement Hsinshweli, ainsi que la canne à sucre, l'hévéa, la noix des Barbades, le jengkol et les avocats,.